# Za Skałką
Za Skałką, Wydziorki – polana w Pieninach. Znajduje się na północnym zboczu między Czołem a Łączaną. Kilkadziesiąt metrów na południe od niej przebiega szlak turystyczny biegnący granią Pienin Czorsztyńskich. Polana jest z niego niewidoczna, gdyż oddziela ją pas lasu
Polana Za Skałką znajduje się na wysokości około 750–790 m na stoku lekko opadającym w kierunku północno-zachodnim do doliny Zagrońskiego Potoku. Górą łączy się z polaną Wydziorki (Wielka Dolina), która znajduje się na stoku północno-wschodnim, opadającym do doliny Pienińskiego Potoku. Obydwie polany są poza szlakiem turystycznym w obrębie Pienińskiego Parku Narodowego.
Dzięki specyficznym warunkom glebowym, klimatycznym i geograficznym łąki i polany Pienińskiego Parku Narodowego były siedliskiem bardzo bogatym gatunkowo. Rosły na nich także liczne gatunki storczyków. Zmiana lub zaprzestanie ich użytkowania sprawiło, że zmniejszyła się ich różnorodność gatunkowa. W latach 1986–1988 na polanach Za Skałką i Wydziorki zanotowano występowanie dwóch rzadkich gatunków storczyków: kukułka bzowa (Dactylorhiza sambucina) i kukułka Fuchsa (Dactylorhiza fuchsii). Obecnie na większości łąk Pienińskiego Parku Narodowego storczyki już nie występują, lub występują tylko 1–2 pospolite gatunki.
W 1987 r. J. Kiszka na polanie Za Skałką (Wydziorki) znalazł rzadki gatunek porostu jaskrawiec drobniutki (Xanthocarpia crenulatella).

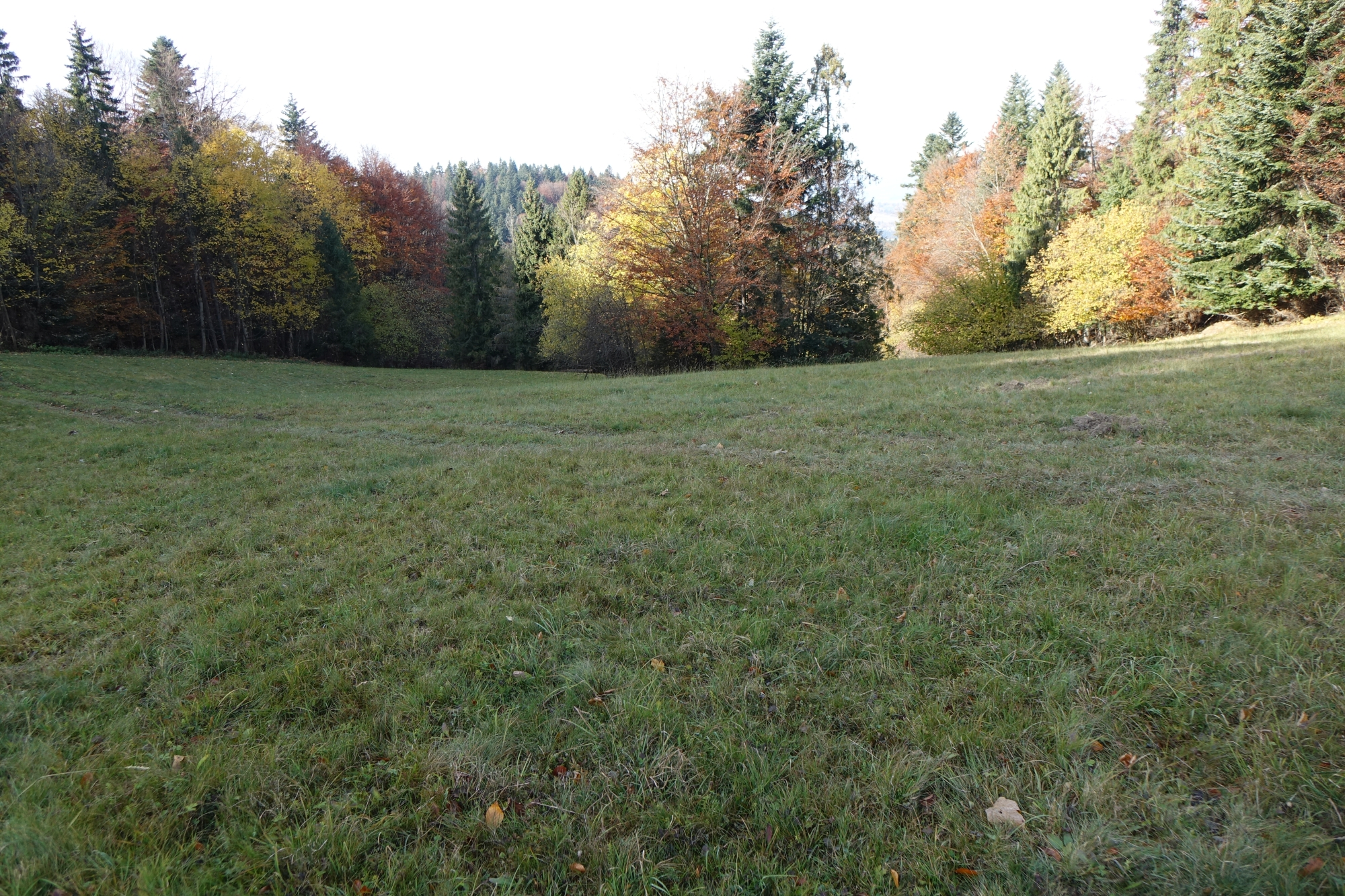

Polana znajduje się w Pienińskim Parku Narodowym, w miejscowości Krościenko nad Dunajcem w województwie małopolskim, w powiecie nowotarskim.